# Филлипс, Айла
Айла Элизабет Филлипс (англ. Isla Elizabeth Phillips; род. 29 марта 2012) — член британской королевской семьи, младшая дочь Питера Филлипса и Отэм Келли, внучка принцессы Анны и правнучка королевы Елизаветы II. С января 2025 года занимает 21-е место в линии наследования британского престола.

## Биография
Айла Элизабет Филлипс родилась 29 марта 2012 года в Глостерском Королевском госпитале. Её родители, до того жившие в Гонконге, специально переехали на время в Англию, чтобы их дочь появилась на свет именно там. Айла Элизабет стала второй правнучкой королевы Елизаветы. Она была крещена 23 августа 2012 года в Авенинге в Глостершире и второе имя получила предположительно в честь прабабки (впрочем, официальных подтверждений этому нет). Мать Айлы — уроженка Канады, а потому у девочки сразу два гражданства. В 2020 году Филлипсы решили развестись, и Отэм заявила, что увезёт детей (Айлу и её старшую сестру Саванну) на свою родину. Однако позже было решено, что Питер и Отэм будут воспитывать детей вместе в Глостершире; Филлипсы объявили, что как раз в интересах Айлы и Саванны и было принято решение о разводе.
При своём появлении на свет Айла Элизабет стала тринадцатой в линии наследования британского престола, после рождения второй дочери у принцессы Беатрисы в январе 2025 года занимает двадцать первое место. Поскольку она происходит от монарха по женской линии, Айла не имеет права на титул и на именование «Королевское Высочество». При этом она официально считается членом монаршей семьи и с 2017 года регулярно посещает официальные мероприятия: ежегодные парады в день рождения Елизаветы II, рождественские службы в Сандрингеме, рождественские обеды в Букингемском дворце и др. В 2018 году Айла была одной из цветочниц на свадьбе Евгении Йоркской и Джека Бруксбэнка. Журналисты отмечают, что Айла очень дружна со своими родственниками Джорджем и Шарлоттой Уэльскими. Её часто фотографируют в компании с двоюродной сестрой Мией Тиндолл.